# Fenestrulina harmeri
Fenestrulina harmeri är en mossdjursart som beskrevs av Winston och Heimberg 1986. Fenestrulina harmeri ingår i släktet Fenestrulina och familjen Microporellidae. Inga underarter finns listade i Catalogue of Life.